# Сумманен Тайсто Карлович
Сумманен Тайсто Карлович (19 червня 1931, Ленінград — 9 лютого 1988, Петрозаводськ) — радянський поет, перекладач, критик, який писав фінською та російською мовами. Заслужений діяч культури Карельської АРСР, заслужений працівник культури РРФСР.
Батько — учасник фінської робочої революції 1918 року, відбув шість років ув'язнення і в 1926 році переїхав до Ленінграда. У 1933 році батька майбутнього поета направили на викладацьку роботу в Карелію і сім'я переїхала до Петрозаводська. На початку німецько-радянської війни Т. Сумманен з матір'ю і сестрою був евакуйований в Архангельську область.
У 1949 році Тайсто з відзнакою закінчив Петрозаводський кооперативний технікум, в 1953 році закінчив фіно-угорське відділення філологічного факультету Петрозаводського держуніверситету. Працював літконсультантом в Спілці письменників Карелії, потім завідував відділом критики журналу «Punalippu» («Червоний прапор»). Прийнятий в члени Спілки письменників СРСР в 1958 році.
Перу Сумманена належать переважно ліричні вірші. Він є автором поетичних збірок «Oraita» (Сходи), «Runoja» (Вірші), «Lipunkantaja» (Прапороносець), «Taval lisia sanoja» (Прості слова), «Ladulla» (На лижні), «Червоний міст», «Людське серце», «Дерево пісень» та інші. У 1980-і роки Сумманеном були створені історичні поеми «Скала двох лебедів» і «Легенда про Муйккала».
Він перекладав на російську мову твори карельських прозаїків — М. Яккола, А. Тімонена, А. Вікстрема, фінських письменників — Е. Сінерво, П. Хаанпяя. На фінську мову — вірші О. Блока, В. Маяковського, С. Єсеніна, М. Заболоцького, А. Ахматової, Я. Райніса, Я. Купали, К. Кулієва.